# Luciano Bivar
Luciano Caldas Bivar (Recife, 29 novembre 1944) è un politico e imprenditore brasiliano, deputato federale per Pernambuco.
È il presidente del partito Unione Brasile. In precedenza è stato presidente nazionale del Partito social-liberale (PSL), partito per il quale è stato candidato alla presidenza della Repubblica nelle elezioni del 2006.
È stato direttore dello Sport Club do Recife.

## Biografia
Figlio di Milton de Lyra Bivar e Hermínia Caldas Bivar, Luciano Bivar è nato a Pernambuco nel 1944. Nel 1973 si è sposato con Catarina Pontual de Petribú.
Luciano Bivar è stato eletto deputato federale per Pernambuco nel 1998 dal Partito Social Liberale (PSL), partito che ha presieduto tale carica ininterrottamente tra il 1998 e il 2018. È stato membro delle Commissioni permanenti su Costituzione, Giustizia e Cittadinanza, Finanze e Fiscalità, Viaggi e Trasporti e Commissioni Speciali di creazione della Tassa Federale Unica (IUF), dell'Agenzia Nazionale per l'Aviazione Civile e della Pensione Integrativa.
La sua piattaforma era basata sull'attuazione dell'imposta federale unica (IUf). Il candidato ritiene che questa sia l'opzione migliore per la giustizia fiscale e tributaria in Brasile. Come parlamentare Luciano Bivar ha difeso i piccoli partiti nella riforma politica. Oltre alla politica, è autore dei libri Burotocracy: the invisible, Parliamentary Action 1999-2002, Single Federal Tax, 1 for all, The True Electoral Reform, Parliamentary Action, Passage to life (fiction), Cuba - in a portrait senza ritocco, Allerta Brasile: psicosi socialiste, perché ho perso il campionato (testimonianze sulla sua prestazione come allenatore allo Sport Club do Recife).
È tornato il 13 luglio 2017 alla Camera dei Deputati, dopo la nomina di Kaio Maniçoba (PMDB) alla Segreteria per gli alloggi di Pernambuco, da parte del Governatore Paulo Câmara. Ha chiesto un permesso il 10 aprile 2018.
Attualmente è deputato federale del Pernambuco dopo essere stato eletto alle elezioni generali brasiliane del 2018 per il mandato 2019-2022.

## Controversie
Nel marzo 2013, ha ammesso di aver corrotto membri della Confederazione calcistica brasiliana in modo che il centrocampista Leomar fosse convocato dall'allora allenatore Emerson Leão. L'11 marzo 2013, il procuratore generale della Corte Superiore di Giustizia Sportiva (STJD) Paulo Schmitt ha richiesto l'apertura di un'indagine in modo che Bivar potesse essere indagato per questa dichiarazione. Nel 2018 ha scritto un libro in difesa dell'aborto e del taglio delle spese militari nonostante fosse alleato di Bolsonaro.